# りんかい日産建設
りんかい日産建設株式会社（りんかいにっさんけんせつ、英称：RINKAI NISSAN CONSTRUCTION CO.,LTD.）は、東京都港区に本社を持つ1926年（大正15年）創業の総合建設会社（ゼネコン）である。

## 概要
日立造船（現・カナデビア）、マイカル（現・イオンリテール）系であった日産建設を老舗マリコンのりんかい建設が吸収合併して誕生した。日産建設は1962年（昭和37年）以来東証1部上場企業であったが、りんかい建設との合併前に東京地裁へ会社更生法を申請し上場を廃止している。2016年9月15日付で、今治造船の子会社となった。

## 事業所
- 本社 - 東京都港区芝大門2-11-8
- 支店 - 北海道（札幌）、東北（仙台）、水戸、東京、横浜、名古屋、大阪、広島、四国（香川）、九州（福岡）、
- 営業所 - 全国16か所
- 海外拠点 - インドネシア、ベトナム、ミャンマー

## 沿革

### りんかい建設
- 1926年 - 渡辺了武が臨海土木工業所を創業。
- 1936年 - 株式会社臨海土木工業所に改組。
- 1971年 - 社名を臨海土木株式会社に変更。
- 1976年 - シンガポール・チャンギ国際空港建設工事を受注。
- 1979年 - 社名をりんかい建設株式会社に改称。
- 1984年 - 建築工事に本格的進出を図る。
- 1986年 - 関西国際空港建設工事を受注する。
- 1995年 - 『バージアンローダー砂撒工法』の港湾に係わる民間技術評価取得。
- 1998年 - 東京支店を皮切りにISO9002取得。以後2000年までに全支店で取得。
- 2000年 - ストックオプション制度導入。

### 日産建設
- 1905年 - 久原房之助が茨城県の赤沢鉱山を買収し「久原鉱業所日立鉱山」として鉱山業を始める。
- 1912年 - 個人経営・久原鉱業所が法人化され「久原鉱業株式会社」となる。
- 1928年 - 久原鉱業を鮎川義介により持株会社に改組。また持株会社自体の株式を公開して「日本産業株式会社」とする。
- 1933年 - 日本初の自動車工場・日産自動車横浜工場の建設を請け負う。
- 1961年 - 資生堂・銀座本社ビル建設。
- 1974年 - 日立造船（現・ジャパン - マリンユナイテッド）有明工場に最新設備を兼ね備えた大型ドックを建設。
- 1988年 - 東京都都庁新庁舎（新宿区）建設工事参加。
- 2000年 - 密閉式管理型廃棄物貯蔵施設「エバーピット」が環境事業団より次世代廃棄物処理技術基盤整備事業の助成金交付を受ける。
- 2001年 - 全社一括によりISO14001取得。
- 2002年 - 東京地方裁判所に会社更生法申請・受理、同時に東京証券取引所での上場廃止。

### りんかい日産建設
- 2002年 - りんかい建設と日産建設が2003年7月1日をもって合併する契約書に覚書を交わす。
- 2003年 - 合併により『りんかい日産建設株式会社』となる。
- 2004年 - 環境省より土壌汚染指定調査機関の指定取得。
- 2004年 - 『鋼棒ダンパー制振装置（棒振くん）』の特許取得。
- 2004年 - インドネシア・ドマイ港第3期改修工事を受注。
- 2005年 - 広島市環境局・中工場が第46回BCS賞を受賞。
- 2006年5月11日 - 防衛施設庁談合事件にからむ不正入札に関し、国土交通省から30日間の営業停止命令が下りる。また、同事件にからむ営業停止命令は、同社を含んだゼネコン大手など8社に及ぶ規模。
- 2007年 - 『ゆとりのある居住空間構造（メゾン・キューブ）』の特許取得。
- 2008年 - 北陸新幹線富山水橋開発橋（延長1,422m）を受注。
- 2008年8月29日 - 東京地裁に会社更生法申請。
- 2009年9月18日 - 同地裁より更生計画認可。
- 2015年3月 - 会社更生手続終結。
- 2015年4月 - ミャンマー営業所、南太平洋営業所を開設。
- 2016年9月 - 今治造船が大株主となる。
- 2016年10月 - 神戸営業所を開設。

## 特徴
- 「東京湾大感謝祭」には他のマリコンと共に毎年参加している。

## 施工物件
| 建築物件 - 東京入国管理局庁舎 - 東京都第一本庁舎 - 土屋ホーム本社ビル - 横浜ワールドポーターズ - イオン桑名ショッピングセンター - 東京都立広尾病院 - ロッテ浦和球場 - 今治国際ホテル - 武蔵野線・三郷駅本屋 - シーガイア - 虎ノ門ツインビルディング | 土木物件 - 小名浜港 - 常陸那珂港 - 東京国際空港 - 徳島空港 - 岡谷ジャンクション - 新潟みなとトンネル - 名古屋市営地下鉄 - 舞鶴発電所 |

## テレビ番組
- 日経スペシャル ガイアの夜明け 破たんゼネコンはかわれるか?（2002年9月1日、テレビ東京）[2]。